# Franz Horak
Franz Horak (* 31. Juli 1927 in Salzburg; † 16. August 2010 in Innsbruck) war ein österreichischer Rechtsphilosoph, Rechtshistoriker und Spezialist für Römisches Recht.
Er wurde 1969 an der Universität Innsbruck bei Arnold Herdlitczka mit einer Schrift über Entscheidungsbegründungen im Römischen Recht habilitiert (Rationes decidendi, Aalen 1969). 1971 wurde er zum außerordentlichen, 1973 zum ordentlichen Professor des Römischen Rechts ernannt. 1995 wurde er emeritiert. Neben seiner Habilitationsschrift verfasste Franz Horak zahlreiche Aufsätze, Rezensionen und Lexikonbeiträge zum Römischen Recht.
Franz Horaks Grab befindet sich auf dem Salzburger Kommunalfriedhof.